# گپ دونگ
گپ دونگ (کره‌ای: 갑동이؛ انگلیسی: Gap-dong) یک مجموعه تلویزیونی محصول کره جنوبی سال ۲۰۱۴ با بازی یون سانگ هیون، کیم مین جونگ، سونگ دونگ ایل، کیم جی وون و لی جون است. این مجموعه از ۱۱ آوریل تا ۱۴ ژوئن ۲۰۱۴، روزهای جمعه و شنبه ساعت ۲۰:۴۰ (کی‌اس‌تی) از تی‌وی‌ان برای ۲۰ قسمت پخش شد. این بر پایه قتل‌های زنجیره‌ای هواسونگ در زندگی واقعی است.